# Championnat de France féminin de football 2004-2005
Navigation
Édition précédente Édition suivante
La Division 1 2004-2005  est la 31e édition du championnat de France féminin de football. Le premier niveau national du championnat féminin oppose douze clubs français en une série de vingt-deux rencontres jouées durant la saison de football. La compétition débute le 29 août 2004 et s'achève le 8 mai 2005. La première place du championnat est qualificative pour la Coupe féminine de l'UEFA alors que les deux dernières places sont synonymes de relégation en Division 2.
Lors de l'exercice précédent, le FCF Condéen et le FC Vendenheim ont gagné le droit d'évoluer dans cette compétition après avoir respectivement fini premier et deuxième du tournoi final de Division 2.
Le Montpellier HSC, champion en 2004, est quant à lui, le représentant français à la Coupe féminine de l'UEFA 2004-2005.
À l'issue de la saison, le Montpellier HSC décroche son deuxième titre de champion de France seulement un an après son premier titre, et termine la saison invaincu pour trois nuls et dix-neuf victoires en vingt-deux matchs. Dans le bas du classement, le FCF Condéen et le Stade briochin sont relégués après respectivement une et vingt-quatre saisons au plus haut niveau.
| \| Olympique lyonnais Paris SG Montpellier HSC FCF Juvisy FCF Hénin-Beaumont Toulouse FC ASJ Soyaux I CNFE Clairefontaine FC Vendenheim Saint-Memmie Olympique Stade briochin FCF Condéen \| Localisation des clubs engagés dans le championnat. |
| Olympique lyonnais Paris SG Montpellier HSC FCF Juvisy FCF Hénin-Beaumont Toulouse FC ASJ Soyaux I CNFE Clairefontaine FC Vendenheim Saint-Memmie Olympique Stade briochin FCF Condéen                                                           |

## Participants
Ce tableau présente les douze équipes qualifiées pour disputer le championnat 2004-2005. On y trouve le nom des clubs, la date de création du club, l'année de la dernière montée au sein de l'élite, leur classement de la saison précédente, le nom des stades ainsi que la capacité de ces derniers.
Légende des couleurs
- Qualifié pour le premier tour de la Coupe féminine de l'UEFA 2004-2005.
- Promu de Division 2.

| Nom du club            | Date de création | Dernière montée | Classement 2003-2004 | Stade                  | Capacité | Victoires en championnat |
| ---------------------- | ---------------- | --------------- | -------------------- | ---------------------- | -------- | ------------------------ |
| Montpellier HSC        | -                | 1997            | 1                    | Stade Joseph Blanc     | 1 000    | 1                        |
| Olympique lyonnais     | 1970             | 1978            | 2                    | Plaine de Gerland      | 2 200    | 4                        |
| FCF Juvisy             | 1971             | 1986            | 3                    | Stade Georges Maquin   | 2 000    | 5                        |
| Toulouse FC            | 1980             | 1994            | 4                    | Stade de la Ramée      | 3 000    | 4                        |
| CNFE Clairefontaine    | 1988             | 2002            | 5                    | Stade Pierre-Pibarot   | -        | /                        |
| ASJ Soyaux             | 1968             | -               | 6                    | Stade Léo Lagrange     | 4 800    | 1                        |
| FCF Hénin-Beaumont     | 1972             | 2003            | 7                    | Stade Raymonde Delabre | 500      | /                        |
| Paris Saint-Germain    | 1971             | 2001            | 8                    | Stade Georges-Lefèvre  | 3 500    | /                        |
| Stade briochin         | 1973             | -               | 9                    | Stade Fred-Aubert      | 13 500   | 1                        |
| Saint-Memmie Olympique | -                | 1999            | 10                   | Stade Déborah Jeannet  | -        | /                        |
| FC Vendenheim          | 1974             | 2004            | D2                   | Stade Waldeck          | -        | /                        |
| FCF Condéen            | 1978             | 2004            | D2                   | Stade Robert Gossart   | -        | /                        |

## Compétition

### Classement
Le classement est calculé avec le barème de points suivant : une victoire vaut quatre points, le match nul deux et la défaite un.
Critères de départage en cas d'égalité au classement :
1. classement aux points des matchs joués entre les clubs ex æquo ;
2. différence entre les buts marqués et les buts concédés par chacun d’eux au cours des matchs qui les ont opposés ;
3. différence entre les buts marqués et les buts concédés sur la totalité des matchs joués dans le championnat ;
4. plus grand nombre de buts marqués sur la totalité des matchs joués dans le championnat ;
5. en cas de nouvelle égalité, une rencontre supplémentaire aura lieu sur terrain neutre avec, éventuellement, l’épreuve des tirs au but.

| Rang | Équipe                 | Pts | J  | G  | N | P  | Bp | Bc | Diff |
| ---- | ---------------------- | --- | -- | -- | - | -- | -- | -- | ---- |
| 1    | Montpellier HSC T      | 82  | 22 | 19 | 3 | 0  | 68 | 9  | +59  |
| 2    | FCF Juvisy CF          | 79  | 22 | 18 | 3 | 1  | 78 | 16 | +62  |
| 3    | Olympique lyonnais     | 69  | 22 | 15 | 2 | 5  | 50 | 20 | +30  |
| 4    | ASJ Soyaux             | 60  | 22 | 12 | 2 | 8  | 40 | 33 | +7   |
| 5    | Toulouse FC            | 59  | 22 | 11 | 4 | 7  | 44 | 32 | +12  |
| 6    | CNFE Clairefontaine    | 56  | 22 | 10 | 4 | 8  | 40 | 27 | +13  |
| 7    | FCF Hénin-Beaumont     | 51  | 22 | 9  | 2 | 11 | 42 | 46 | -4   |
| 8    | FC Vendenheim P        | 45  | 22 | 6  | 5 | 11 | 23 | 46 | -23  |
| 9    | Saint-Memmie Olympique | 38  | 22 | 4  | 4 | 14 | 24 | 61 | -37  |
| 10   | Paris SG               | 36  | 22 | 3  | 5 | 14 | 24 | 50 | -26  |
| 11   | Stade briochin         | 34  | 22 | 3  | 3 | 16 | 25 | 75 | -50  |
| 12   | FCF Condéen P          | 30  | 22 | 1  | 5 | 16 | 13 | 56 | -43  |

|  | Qualifié pour la Coupe UEFA 2005-2006 (Premier tour). |
|  | Relégué en Division 2. |
|  | T Tenant du titre. P Promu de Division 2. CF Vainqueur du Challenge de France 2004-2005. Pts points ; G victoires ; N match nuls ; P défaites Bp buts marqués ; Bc buts encaissés ; Diff différence de buts |

### Résultats
Source : Championnat de France de D1 2004-2005 - Calendrier, sur statsfootofeminin.fr
| Résultats (▼dom., ►ext.)                                   | Cla | Con | Hén | Juv | Lyo | Mon | Par | Bri | SMO | Soy | Tou | Ven |
| CNFE Clairefontaine                                        |     | 1-0 | 3-1 | 0-0 | 5-1 | 0-4 | 2-2 | 5-2 | 1-0 | 0-2 | 1-1 | 1-2 |
| FCF Condéen                                                | 0-4 |     | 1-1 | 0-2 | 0-4 | 0-9 | 3-1 | 1-1 | 1-1 | 2-3 | 0-3 | 1-2 |
| FCF Hénin-Beaumont                                         | 0-2 | 4-1 |     | 3-4 | 1-2 | 0-1 | 1-0 | 4-0 | 5-1 | 2-4 | 2-2 | 1-2 |
| FCF Juvisy                                                 | 4-2 | 1-0 | 5-1 |     | 1-0 | 1-1 | 1-0 | 7-0 | 9-1 | 4-1 | 6-1 | 7-2 |
| Olympique lyonnais                                         | 0-1 | 3-0 | 6-0 | 3-0 |     | 0-4 | 2-0 | 5-1 | 3-1 | 2-1 | 1-1 | 1-1 |
| Montpellier HSC                                            | 2-1 | 0-0 | 3-1 | 1-1 | 1-0 |     | 2-0 | 7-1 | 5-0 | 2-0 | 1-0 | 4-2 |
| Paris SG                                                   | 0-4 | 1-1 | 1-3 | 0-4 | 0-3 | 1-6 |     | 3-2 | 1-1 | 1-3 | 1-2 | 0-0 |
| Stade briochin                                             | 0-5 | 1-0 | 2-3 | 0-3 | 0-5 | 0-1 | 3-3 |     | 1-1 | 0-3 | 1-6 | 1-3 |
| Saint-Memmie Olympique                                     | 2-1 | 3-0 | 1-4 | 0-6 | 0-2 | 0-3 | 2-3 | 3-6 |     | 1-3 | 1-2 | 4-1 |
| ASJ Soyaux                                                 | 1-1 | 3-1 | 5-1 | 0-6 | 0-1 | 1-2 | 1-0 | 3-0 | 0-1 |     | 1-0 | 3-0 |
| Toulouse FC                                                | 2-0 | 5-1 | 0-2 | 0-3 | 2-4 | 0-4 | 4-3 | 2-0 | 4-0 | 4-0 |     | 0-0 |
| FC Vendenheim                                              | 1-0 | 3-0 | 0-2 | 0-3 | 0-2 | 0-5 | 0-3 | 2-3 | 0-0 | 2-2 | 0-3 |     |
| - Victoire à domicile - Match nul - Victoire à l'extérieur |     |     |     |     |     |     |     |     |     |     |     |     |

## Bilan de la saison
| Championnat de France féminin de football 2004-2005 |                            |
| Champion                                            | Montpellier HSC (2e titre) |
| Dauphin                                             | FCF Juvisy                 |
| Coupes et trophées                                  |                            |
| Vainqueur Challenge de France 2004-2005             | FCF Juvisy                 |
| Qualifications continentales                        |                            |
| Coupe UEFA 2005-2006                                | Montpellier HSC            |
| Promotions et relégations                           |                            |
| Promus en Division 1                                | ESOFV La Roche-sur-Yon     |
| Promus en Division 1                                | US Compiègne               |
| Relégués en Division 2                              | FCF Condéen                |
| Relégués en Division 2                              | Stade briochin             |

## Statistiques
Leader du championnat
Évolution du classement
- Qualifié pour la Coupe féminine de l'UEFA.
- Relégué en Division 2.

| Club                   | 1  | 2  | 3  | 4  | 5  | 6  | 7  | 8  | 9  | 10 | 11 | 12 | 13 | 14 | 15 | 16 | 17 | 18 | 19 | 20 | 21 | 22 |
| ---------------------- | -- | -- | -- | -- | -- | -- | -- | -- | -- | -- | -- | -- | -- | -- | -- | -- | -- | -- | -- | -- | -- | -- |
| Montpellier HSC        | 7  | 9  | 6  | 5  | 3  | 3  | 2  | 2  | 2  | 2  | 2  | 2  | 2  | 2  | 2  | 1  | 1  | 1  | 1  | 1  | 1  | 1  |
| Olympique lyonnais     | 10 | 5  | 3  | 4  | 5  | 5  | 5  | 5  | 4  | 3  | 3  | 3  | 3  | 3  | 4  | 3  | 3  | 3  | 3  | 3  | 3  | 3  |
| FCF Juvisy             | 1  | 3  | 2  | 2  | 2  | 1  | 1  | 1  | 1  | 1  | 1  | 1  | 1  | 1  | 1  | 2  | 2  | 2  | 2  | 2  | 2  | 2  |
| Toulouse FC            | 6  | 2  | 7  | 7  | 8  | 7  | 6  | 6  | 7  | 6  | 6  | 6  | 6  | 6  | 6  | 6  | 6  | 6  | 6  | 6  | 5  | 5  |
| CNFE Clairefontaine    | 4  | 7  | 4  | 3  | 4  | 4  | 3  | 4  | 5  | 5  | 5  | 5  | 5  | 5  | 5  | 5  | 5  | 5  | 5  | 5  | 6  | 6  |
| ASJ Soyaux             | 3  | 1  | 1  | 1  | 1  | 2  | 4  | 3  | 3  | 4  | 4  | 4  | 4  | 4  | 3  | 4  | 4  | 4  | 4  | 4  | 4  | 4  |
| FCF Hénin-Beaumont     | 12 | 6  | 5  | 6  | 7  | 6  | 7  | 8  | 6  | 7  | 7  | 7  | 7  | 7  | 7  | 7  | 8  | 7  | 7  | 7  | 7  | 7  |
| Paris SG               | 9  | 11 | 11 | 9  | 6  | 9  | 9  | 10 | 9  | 9  | 10 | 9  | 9  | 9  | 9  | 9  | 9  | 10 | 9  | 9  | 10 | 10 |
| Stade briochin         | 2  | 8  | 9  | 10 | 11 | 11 | 10 | 9  | 10 | 11 | 11 | 12 | 12 | 12 | 12 | 12 | 12 | 11 | 11 | 11 | 11 | 11 |
| Saint-Memmie Olympique | 11 | 12 | 12 | 12 | 12 | 12 | 12 | 12 | 12 | 10 | 9  | 10 | 10 | 10 | 10 | 10 | 10 | 9  | 10 | 10 | 9  | 9  |
| FC Vendenheim          | 5  | 10 | 10 | 11 | 10 | 8  | 8  | 7  | 8  | 8  | 8  | 8  | 8  | 8  | 8  | 8  | 7  | 8  | 8  | 8  | 8  | 8  |
| FCF Condéen            | 8  | 4  | 8  | 8  | 9  | 10 | 11 | 11 | 11 | 12 | 12 | 11 | 11 | 11 | 11 | 11 | 11 | 12 | 12 | 12 | 12 | 12 |

Moyennes de buts marqués par journée
Ce graphique représente le nombre de buts marqués lors de chaque journée. Il est également indiqué la moyenne totale sur la saison qui est de 21,4 buts/journée.
Classement des buteuses
| Cls | Joueuse                    | Club                   | Buts |
| --- | -------------------------- | ---------------------- | ---- |
| 1   | Marinette Pichon           | FCF Juvisy             | 38   |
| 2   | Élodie Ramos               | Montpellier HSC        | 17   |
| 3   | Hoda Lattaf                | Montpellier HSC        | 16   |
| 4   | Séverine Creuzet-Laplantes | Olympique lyonnais     | 13   |
| 4   | Elodie Thomis              | CNFE Clairefontaine    | 13   |
| 6   | Laetitia Tonazzi           | FCF Juvisy             | 12   |
| 7   | Amandine Henry             | FCF Hénin-Beaumont     | 11   |
| 8   | Ingrid Boyeldieu           | Paris SG               | 10   |
| 8   | Déborah Jeannet            | Saint-Memmie Olympique | 10   |
| 10  | Camille Abily              | Montpellier HSC        | 9    |
| 10  | Lilas Traïkia              | Toulouse FC            | 9    |
| 12  | 5 joueuses                 | 5 joueuses             | 8    |
| 17  | 2 joueuses                 | 2 joueuses             | 7    |
| 19  | 7 joueuses                 | 7 joueuses             | 6    |
| 26  | 6 joueuses                 | 6 joueuses             | 5    |
| 32  | 9 joueuses                 | 9 joueuses             | 4    |
| 41  | 13 joueuses                | 13 joueuses            | 3    |
| 54  | 30 joueuses                | 30 joueuses            | 2    |
| 84  | 43 joueuses                | 43 joueuses            | 1    |